# Fleischhacker Fridolin
Fleischhacker Mór Fridolin (Ágfalva, 1856. február 27. – Sopron, 1900. június 6.) főreáliskolai tanár.

## Élete
Apja Fleischhacker Károly (1820-1893) evangélikus főesperes, fia Andorka Rudolf (1891-1961) diplomata, unokája Andorka Rudolf (1931-1997) szociológus, dédunokája Andorka Eszter (1970-2003) evangélikus lelkész.
A középiskolát a soproni líceumban a bölcseletet és filológiát a Budapesti Tudományegyetemen végezte. 1878 szeptemberében Párizsba utazott, ahol hat hétig a világkiállítást tanulmányozta és az előadások kezdetén beiratkozott a Sorbonne-on Gaston Paris és Darmesteter román filológusok előadásaira, a College de France-ban ifj. Guizot és az École des beaux arts-ban Taine irodalomtörténeti s esztétikai előadásait hallgatta.
Gyakran megfordult Munkácsy, Zichy Mihály, Sayous Ede és Reményi Ede házánál. 1879 tavaszán hazatért, a csurgói ev. ref. főgimnáziumban kapott állást. 1882 nyarán a soproni állami főreáliskolához nevezték ki tanárnak.
Segédszerkesztője volt a Gyorsirászati Lapoknak, illetve a Sopronba írt vezércikkeket és tárcákat, utóbbiak közül „Arany János emlékezete”, „Eötvös Brassóban”.

## Művei
- 1875 A gyorsirászat rövid története. Győr.
- 1880 Lessing viszonya Aristoteleshez, különös tekintettel a franczia tragoediairókra és a korabeli magyarázókra. Csurgói ref. gymn. Értesítője.
- 1889 Deutsche Sprachlehre. Budapest.
- 1890 Német nyelvtan, gymnasiumok, reáliskolák, kereskedelmi középiskolák, polgári és felső leányiskolák használatára. Budapest. (tsz. Kárpáti Károly)
- 1893 Német olvasókönyv, szótárral középiskolák számára I-III. Budapest.